# Cristoforo Caetani (vescovo)
Cristoforo Caetani (Anagni, 1586 – Foligno, 22 ottobre 1642) è stato un vescovo cattolico italiano.

## Biografia
Nacque nel 1586, verosimilmente da Lorenzo Caetani, del ramo di Filettino; ancor giovane rivestì la dignità di canonico e preposto della cattedrale di Anagni. Il 10 maggio 1623 fu nominato vescovo titolare di Laodicea di Frigia e coadiutore del vescovo di Foligno Porfirio Feliciani, già segretario di Stato; continuò però a risiedere a Roma, avendo una prebenda al Laterano. Dopo la morte del Feliciani, avvenuta il 2 ottobre 1634, gli succedette nel vescovado di Foligno.

## Genealogia episcopale
La genealogia episcopale è:
- Cardinale Guillaume d'Estouteville, O.S.B.Clun.
- Papa Sisto IV
- Papa Giulio II
- Cardinale Raffaele Sansone Riario
- Papa Leone X
- Papa Paolo III
- Cardinale Francesco Pisani
- Cardinale Alfonso Gesualdo di Conza
- Papa Clemente VIII
- Cardinale Roberto Bellarmino, S.I.
- Cardinale Antonio Caetani
- Vescovo Cristoforo Caetani